# Changeling (film 2008)
Changeling, intitolato anche Changeling - Una storia vera, è un film del 2008 diretto da Clint Eastwood, scritto da J. Michael Straczynski e interpretato da Angelina Jolie e John Malkovich.
Il film si basa su eventi realmente accaduti a Los Angeles nel 1928, quando a una donna a cui è scomparso il figlio viene portato dalla polizia un altro bambino e ogni sua dichiarazione al riguardo viene data come falsa, fino a definirla una malata di mente. La sua tenacia porterà alla luce la vicenda dell'assassino seriale di bambini Gordon Stewart Northcott ("Wineville Chicken Coop Murders").
Il film è stato presentato in concorso al 61º Festival di Cannes 2008, dove Eastwood ha ricevuto un Premio speciale e distribuito nelle sale italiane a partire dal 14 novembre 2008.

## Trama
Los Angeles, 10 marzo 1928: un sabato mattina, in un quartiere popolare alla periferia della città, una madre nubile, Christine Collins, saluta il figlioletto Walter di nove anni e si incammina verso la società telefonica dove lavora come centralinista. Rientrata nella modesta abitazione dove vive con il figlio, si accorge della sua scomparsa. Vengono avviate ricerche del piccolo Walter, che sembra sparito senza aver lasciato traccia, e che non portano a nulla, finché, cinque mesi dopo, un bambino della stessa età viene riconsegnato alla polizia. Christine si accorge subito che non si tratta di suo figlio, ma, stordita dalla confusione di poliziotti, reporter e fotografi, sopraffatta da un insieme di emozioni contrastanti e soprattutto cedendo alle pressioni della polizia – che non può subire l'umiliazione derivante da un grave scambio di persona e desiderosa di riguadagnare una credibilità fortemente screditata da inefficienza, scandali e corruzione – accetta di accogliere il ragazzo pur sapendo che non è il suo Walter.
Nei vani tentativi per convincere la polizia a riprendere le ricerche del figlio, Christine si rende conto che, nella Los Angeles dell'era del proibizionismo, chi tenta di opporsi all'ingiustizia del sistema, in particolare se donna, viene vessato e perseguitato; e che la polizia ha una soluzione semplice per liberarsi di chi racconta fatti scomodi o imbarazzanti: l'internamento in manicomio. Tacciata dunque di paranoia e infermità mentale, trova un alleato nel reverendo Gustav Briegleb, attivista della comunità presbiteriana locale e che già da tempo denuncia la corruzione e l'inefficienza dell'amministrazione cittadina e della polizia, e ora intende aiutarla a trovare risposte sulla scomparsa del figlio.
Successivamente, un investigatore di minori scomparsi rintraccia un ragazzo in un ranch a Wineville, che confessa che suo cugino lo ha costretto sotto minaccia di morte a collaborare all'uccisione di venti bambini, tra i quali Walter. Briegleb fa liberare Christine, che resta tremendamente turbata dalla notizia che suo figlio possa essere stato ucciso. A questo punto la giovane madre intenta causa alla polizia e un famosissimo avvocato accetta di rappresentarla gratuitamente in giudizio, riuscendo a far riconoscere le sue ragioni nel processo. Il capo della polizia, Davis, viene rimosso; viene anche degradato il capitano J. J. Jones, che aveva vessato la signora Christine affinché riconoscesse il ragazzo estraneo come proprio figlio e che l'aveva infine fatta internare in manicomio. Come conseguenza della causa, anche tutte le altre donne detenute nel manicomio con la dicitura "codice 12", internate perché scomode per la polizia, vengono liberate.
Christine assiste poi al processo di Gordon Stewart Northcott, l'assassino di suo figlio, che però si proclama innocente. Il processo si conclude con la condanna a morte per impiccagione di Northcott.
Due anni dopo (nel 1930), pochi giorni prima della sua esecuzione, Northcott invia un telegramma a Christine chiedendole di vederla, per farle rivelazioni circa la sorte di Walter. Egli tuttavia, durante il colloquio in carcere, si rifiuta ancora una volta di ammettere l'omicidio del figlio di Christine.
Cinque anni più tardi (nel 1935) viene ritrovato vivo David Clay, uno dei bambini catturati da Northcott e creduto morto. David racconta che lui e altri tre bambini, tra i quali Walter, erano internati in un pollaio da Northcott. Tutti erano riusciti a fuggire dal ranch, ma si erano separati subito dopo la fuga (perché inseguiti da Northcott), per cui non conosce il destino degli altri piccoli fuggiaschi. Racconta inoltre di essere riuscito a scappare solo grazie all'aiuto di Walter, in un momento di difficoltà durante la fuga. Il racconto di David infonde in Christine la speranza di trovare Walter ancora vivo e per questo continuerà ad aspettarlo (purtroppo inutilmente) per il resto della sua vita.

## Produzione

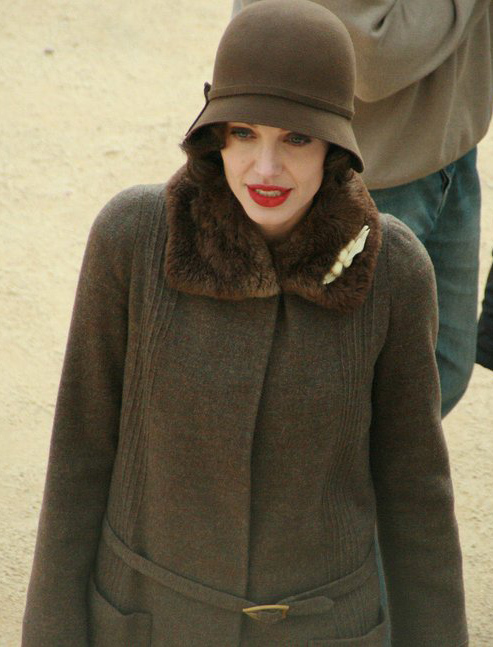
Angelina Jolie durante le riprese del film.

Il film nasce da un'idea di J. Michael Straczynski, che ha più volte dichiarato di averlo elaborato per molti anni, prima di riuscire a trovare un finanziamento adeguato. Per la stesura della sceneggiatura, Straczynski si è basato sulla serie di sparizioni e omicidi di bambini conosciuti come "Wineville Chicken Coop Murders", vicenda strettamente associata a questo caso di malagiustizia e a un altro caso di sparizione seguito dal Los Angeles Police Department, che però è finito con il ritrovamento del corpo esanime del giovane scomparso.
È una produzione Imagine Entertainment e Malpaso Productions sotto il coordinamento degli Universal Studios. La regia era inizialmente affidata a Ron Howard ma, essendo quest'ultimo impegnato con i film Frost/Nixon - Il duello e Angeli e demoni, la regia venne affidata a Clint Eastwood, che era già produttore della pellicola. Per non allontanarsi dal progetto, Ron Howard decise di fare comunque da produttore della pellicola.

## Accoglienza
In Italia complessivamente ha totalizzato incassi per 5 226 115 euro, negli Stati Uniti per 35 739 802 dollari.
A livello mondiale la pellicola ha incassato circa 111 500 000 dollari, e si è piazzata al 29º posto nella classifica per gli incassi totali del 2008/2009 in Italia e al 75º per gli incassi totali del 2008 negli USA.
Sull'aggregatore di recensioni Rotten Tomatoes la pellicola detiene un punteggio di approvazione del 62%, sulla base di 210 recensioni, con una valutazione media di 6,3/10. Il consenso della critica recita: "Splendidamente girato e ben interpretato, Changeling è una storia avvincente che sfortunatamente cede alle convenzioni troppo spesso". Su Metacritic, che assegna una valutazione media ponderata, ha riportato un punteggio di 63 su 100 sulla base di 38 recensioni, indicando "recensioni generalmente favorevoli".

## Slogan promozionali
(Tagline)

## Riconoscimenti
- 2009 - Premio Oscar
  - Candidatura per la Migliore attrice protagonista ad Angelina Jolie
  - Candidatura per la Migliore fotografia a Tom Stern
  - Candidatura per la Migliore scenografia a James J. Murakami e Gary Fettis
- 2009 - Golden Globe
  - Candidatura per la Migliore attrice in un film drammatico ad Angelina Jolie
  - Candidatura per la Migliore colonna sonora a Clint Eastwood
- 2009 - Premio BAFTA
  - Nomination Migliore regia a Clint Eastwood
  - Nomination Miglior attrice protagonista ad Angelina Jolie
  - Nomination Migliore sceneggiatura originale a J. Michael Straczynski
  - Nomination Migliore fotografia a Tom Stern
  - Nomination Migliore scenografia a James J. Murakami e Gary Fettis
  - Nomination Migliori costumi a Deborah Hopper
  - Nomination Miglior montaggio a Joel Cox e Gary Roach
  - Nomination Miglior sonoro a Walt Martin, Alan Robert Murray, John T. Reitz e Gregg Rudloff
- 2008 - Screen Actors Guild Award
  - Candidatura per la Miglior attrice protagonista ad Angelina Jolie
- 2008 - Festival di Cannes
  - Candidatura per la Palma d'Oro a Clint Eastwood
  - Premio speciale del 61º Festival a Clint Eastwood
- 2008 - National Board of Review Award
  - Migliori dieci film
- 2008 - Satellite Award
  - Miglior attrice in un film drammatico a Angelina Jolie
- 2009 - Saturn Awards
  - Miglior attrice a Angelina Jolie
  - Candidatura al miglior film thriller
  - Candidatura per il miglior regista a Clint Eastwood
  - Candidatura per la miglior sceneggiatura a J. Michael Straczynski
  - Candidatura per i migliori costumi a Deborah Hopper
  - Candidatura per il miglior sonoro a Clint Eastwood

## Curiosità
- La città di Wineville, dove furono ritrovati i corpi di alcuni dei bambini uccisi da Northcott e che ha dato il nome al caso dei "Wineville Chicken Coop Murders", ha cambiato nome nel 1930 in Mira Loma per evitare gli ovvi collegamenti.